# 할람 포
《할람 포》(Hallam Foe)는 영국에서 제작된 데이빗 맥킨지 감독의 2007년 드라마, 멜로/로맨스 영화이다. 제이미 벨 등이 주연으로 출연하였고 질리언 베리 등이 제작에 참여하였다.

## 출연

### 주연
- 제이미 벨
- 소피아 마일즈

### 조연
- 시아란 힌즈
- 제이미 실브스
- 모리스 로브
- 이완 브렘너
- 클레어 폴라니
- 루스 밀네
- 존 폴 로러
- 루시 홀트
- 말콤 쉴즈

## 기타
- Line PD: 알렉산드라 퍼거슨
- 협력프로듀서: 앤거스 피고
- 미술: 톰 세이어
- 의상: 트리샤 비거
- 배역: 카린 크로포드
- 배역: 데스 해밀턴